# Гелін (село)
Гелін (пол. Helin) — село в Польщі, у гміні Беляви Ловицького повіту Лодзинського воєводства.
Населення — 85 осіб (2011).
У 1975-1998 роках село належало до Скерневицького воєводства.

## Демографія
Демографічна структура станом на 31 березня 2011 року:
|          | Загалом | Допрацездатний вік | Працездатний вік | Постпрацездатний вік |
| -------- | ------- | ------------------ | ---------------- | -------------------- |
| Чоловіки | 51      | 11                 | 32               | 8                    |
| Жінки    | 34      | 2                  | 22               | 10                   |
| Разом    | 85      | 13                 | 54               | 18                   |